# Nikola Kolarov
Nikola Kolarov (ur. 14 marca 1983 w Belgradzie) – serbski piłkarz grający na pozycji obrońcy w KSZO Ostrowiec Świętokrzyski. Jego młodszy brat Aleksandar gra w Interze Mediolan.